# استیلیانوش ونتیدیس
استیلیانوش ونتیدیس (یونانی: Στέλιος Βενετίδης؛ زادهٔ ۱۹ نوامبر ۱۹۷۶) یک بازیکن فوتبال اهل یونان است.
از باشگاه‌هایی که در آن بازی کرده‌است می‌توان به المپیاکوس و پائوک اشاره کرد.
وی همچنین در تیم ملی فوتبال یونان بازی کرده‌است.